# Tony Levin
Anthony Frederick „Tony“ Levin (* 6. června 1946 Boston, Massachusetts) je americký baskytarista a hráč na Chapman Stick. Hrál s Peterem Gabrielem, Anderson Bruford Wakeman Howe, Liquid Tension Experiment, Pink Floyd, Johnem Lennonem, Dire Straits, Joan Armatradingovou, Alice Cooperem, Sealem, Davidem Bowiem, Pandora's Box, Carly Simonovou, California Guitar Trio, Sarah McLachlanovou, Kevinem Maxem, Paul Simonem a mnoha dalšími hudebníky. Od roku 1981 (s přestávkou v letech 1999 až 2003) je členem progresivní rockové skupiny King Crimson. Tony Levin popularizoval nástroje Chapman Stick a NS Bass. Vytvořil styl hraní „funk fingers“.
Roku 1997 vydal spolu s Terrym Bozziem a Stevem Stevensem po čtyřech dnech společného hraní album Black Light Syndrome. O tři roky později vydali tito hudebníci album Situation Dangerous.
V roce 1998 se Levin spojil s uskupením Liquid Tension Experiment – postranního projektu skupiny Dream Theater. Natočili spolu alba Liquid Tension Experiment 1998 a Liquid Tension Experiment 2 1999. Také hráli živě v New Yorku, Filadelfii a Los Angeles.
V roce 2003 opustil King Crimson Trey Gunn a Tony Levin se vrátil zpět do této skupiny, kde je nyní řádným členem. Roku 2011 se například také objevil na albu české skupiny Čechomor Místečko.

## Sólová diskografie
- World Diary (1995)
- Waters of Eden (2000)
- Pieces of the Sun (2001)
- Double Espresso (2002)
- Resonator (2006)
- Stick Man (2007)
- The Bucket List (2019)
- Bringing It Down to the Bass (2024)